# El testimonio de Randolph Carter
El testimonio de Randolph Carter (en inglés The Statement of Randolph Carter) es una historia corta de terror de 1919 del escritor estadounidense H. P. Lovecraft.
Cuenta un evento traumático en la vida de Randolph Carter, un estudiante de lo oculto que representa libremente al propio Lovecraft. Es la primera historia en la que aparece el personaje de Carter. Forma parte del ciclo onírico, basándose en particular en un inquietante sueño de Lovecraft.
Sus adaptaciones incluyen la película The Unnamable II: The Statement of Randolph Carter.

## Elaboración y publicación
Escrito en diciembre de 1919, se publicó por primera vez en mayo de 1920 en The Vagrant, reeditándose posteriormente por Arkham House en la antología de 1939 The Outsider and Others.

## Argumento
El testimonio de Randolph Carter es el testimonio en primera persona del personaje titular, que fue encontrado vagando por el pantano en un shock amnésico. En su declaración, Carter intenta explicar la desaparición de su compañero, el ocultista Harley Warren.

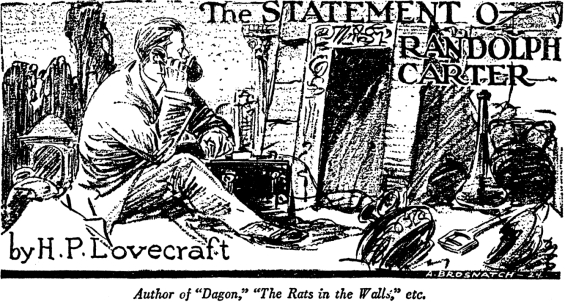
Ilustración de Andrew Brosnatch.

Warren ha tomado posesión de un libro, escrito en un idioma desconocido, prohibiendo a Carter verlo. Carter menciona que Warren tiene otros "libros extraños y raros sobre temas prohibidos", varios de los cuales están en árabe.
De su misterioso libro, Warren deduce aparentemente que existen puertas o escaleras entre el mundo de la superficie y el inframundo, a través de las cuales los demonios pueden viajar. Él alienta a Carter a viajar con él a la ubicación de uno de esos portales, un antiguo cementerio cerca de Big Cypress Swamp. Al llegar, Warren localiza una tumba en particular y la abre para revelar una escalera que desciende a la tierra. Tomando una linterna, deja a Carter en la superficie y sigue las escaleras hacia la oscuridad, comunicándose con su compañero por un cable telefónico.
Después de varios minutos de silencio, Warren de repente comienza a tener vagos estallidos de pánico que culminan en una súplica desesperada para que Carter huya. Finalmente, después de que Warren permanece en silencio durante varios minutos, Carter lo llama por la línea, solo para escuchar una extraña voz que le dice que Warren está muerto.